# Carmignano di Brenta
Carmignano di Brenta (Carmignan in veneto) è un comune italiano di 7 500 abitanti della provincia di Padova in Veneto, situato a circa 30 km a nord del capoluogo di provincia, quasi ai confini della provincia di Vicenza (appartiene infatti alla diocesi di Vicenza e per secoli il suo territorio fu conteso tra padovani e vicentini).
Come suggerisce il toponimo, si estende alla destra del fiume Brenta.

## Storia
(Carlo de' Dottori, L'Asino, canto V, n. 31)
Sulla base dei reperti archeologici, si suppone che nella zona fossero esistiti alcuni piccoli insediamenti sin dall'età del ferro e forse già nel neolitico. A questi si sovrapposero verso l'VIII secolo a.C. i Veneti, ai quali si riconduce un'ascia bronzea ritrovata lungo il paleoalveo del Brenta.
Per quanto riguarda l'epoca romana, lo storico Andrea Gloria riferisce di una lapide rinvenuta a Carmignano e ora dispersa. Di certo vanno collocate in questo periodo la via Postumia e le tracce di una centuriazione, di cui si distingue particolarmente il cardo noto popolarmente come Arzeron della Regina. Anche il toponimo dovrebbe essere un tipico prediale latino riferito a un Carminius (personale di probabile derivazione venetica), tuttavia lo studioso locale Alberto Golin preferisce avvicinarlo all'alto-tedesco Karmhinan "località vicina a un'ansa del fiume".
Dopo la caduta dell'Impero Romano il territorio decadde, non solo a causa delle invasioni barbariche, ma anche per una serie di disastrose piene del Brenta.
La prima attestazione del paese è del 1077 (Carmegnano).
Nel basso medioevo l'attuale comune si ritrovò in una posizione cruciale: attraversato dalla Postumia e dalla strada Marostegana che si muoveva tra Padova e Bassano, era al confine tra i territori di Vicenza, Padova e Treviso. Il territorio fu per questo segnato dalle lotte che contrapposero queste città e non a caso i Vicentini vi eressero un castello, distrutto nel 1198 dai Padovani aiutati da Ezzelino II da Romano e completamente scomparso, il cui sedime è stato individuato in anni recenti nella località Borghi.
Questo periodo di conflitti terminò all'inizio del Quattrocento con la conquista della Repubblica di Venezia, che garantì un periodo di stabilità sino alla sua caduta nel 1797 (l'unica grave parentesi bellica fu la guerra della Lega di Cambrai). In questi secoli Carmignano attraversò una certa prosperità economica, favorita dall'intraprendenza imprenditoriale di alcune famiglie nobili: nel Seicento, grazie alle opere idrauliche promosse dai Grimani, fu introdotta la coltivazione del riso, mentre nel secolo successivo fiorì la bachicoltura.
Negli anni seguenti il paese seguì le sorti del Veneto, divenendo definitivamente italiano dopo la terza guerra d'indipendenza (1866). Della storia recente si ricorda l'apertura della Cartiera di Carmignano (1883), importante stabilimento tuttora funzionante che all'inizio del Novecento assicurava un'occupazione a 250 operai, fornendo una certa prosperità al paese grazie al superamento di un'economia prettamente agricola.

### Simboli
Lo stemma è ancora privo di concessione ufficiale.
Il gonfalone in uso è un drappo di azzurro.

## Monumenti e luoghi d'interesse

### Parrocchiale di Carmignano
Secondo Gaetano Maccà la chiesa è citata sin dal 1288 con il titolo di San Nicolò, forse ad affiancare quello dell'Assunta con cui è oggi nota. Andrea Gloria aggiunge che, prima della riedificazione settecentesca ad opera dell'arciprete Antonio Cristofori, essa sorgeva in un altro luogo.
L'edificio attuale è il risultato di una completa ricostruzione iniziata nel 1939 e conclusa con la consacrazione dell'ottobre 1946. Degli interni, si ricorda la pala collocata dietro l'altare maggiore, lavoro settecentesco di Clemente Muzzi, e una piccola statua della Madonna della Salute assai venerata dalla popolazione.

## Società

### Evoluzione demografica
Abitanti censiti

## Cultura

### Arte
Carmignano di Brenta è il paese dove ha vissuto e lavorato lo scultore Giuseppe Monegato. In via Roma si trova tuttora la casa dell'artista, da lui progettata e internamente affrescata con motivi tratti dalla Bibbia, mentre presso i locali della casa comunale è possibile ammirare più di cento sculture fittili da lui plasmate ispirandosi alla cantica dell'Inferno di Dante Alighieri e all'inferno metaforico della seconda guerra mondiale.
La famiglia Danieli era, nel XVII e XVIII secolo, una delle più importanti della regione, rappresentata da Bortolomeo Danieli (notaio di Carmignano e di Camazzole) e dai suoi due figli Daniele e Girolamo. Daniele possedeva, tra l'altro, il Palazzo denominato 'Palazzon'.

## Amministrazione

### Sindaci dal 1946
| Nominativo                                           | Nominativo                                        | Partito / Coalizione                              | Periodo                                           | Elezione                                          |
| Sindaci eletti dal Consiglio comunale (1946-1995)    | Sindaci eletti dal Consiglio comunale (1946-1995) | Sindaci eletti dal Consiglio comunale (1946-1995) | Sindaci eletti dal Consiglio comunale (1946-1995) | Sindaci eletti dal Consiglio comunale (1946-1995) |
| ---------------------------------------------------- | ------------------------------------------------- | ------------------------------------------------- | ------------------------------------------------- | ------------------------------------------------- |
|                                                      | Leonzio Cè                                        | Democrazia Cristiana                              | 1946                                              | 1946                                              |
|                                                      | Bortolo Cristofari                                | Democrazia Cristiana                              | 1946-1960                                         | (1946)                                            |
| 1951                                                 | Bortolo Cristofari                                | Democrazia Cristiana                              | 1946-1960                                         |                                                   |
| 1956                                                 | Bortolo Cristofari                                | Democrazia Cristiana                              | 1946-1960                                         |                                                   |
|                                                      | Marcello Tonta                                    | Democrazia Cristiana                              | 1960-1962                                         | 1960                                              |
|                                                      | Italo Golin                                       | Democrazia Cristiana                              | 1962-1964                                         | (1960)                                            |
|                                                      | Gerardo Verzotto                                  | Democrazia Cristiana                              | 1964-1976                                         | 1964                                              |
| 1970                                                 | Gerardo Verzotto                                  | Democrazia Cristiana                              | 1964-1976                                         |                                                   |
| 1975                                                 | Gerardo Verzotto                                  | Democrazia Cristiana                              | 1964-1976                                         |                                                   |
|                                                      | Paolo Rigon                                       | Democrazia Cristiana                              | 1976-1985                                         | (1975)                                            |
| 1980                                                 | Paolo Rigon                                       | Democrazia Cristiana                              | 1976-1985                                         |                                                   |
|                                                      | Gastone Maddalosso                                | Democrazia Cristiana                              | 1985-1986                                         | 1985                                              |
|                                                      | Gerardo Verzotto                                  | Democrazia Cristiana                              | 1986-1988                                         | (1985)                                            |
|                                                      | Paolo Rigon                                       | Democrazia Cristiana                              | 1988-1990                                         | (1985)                                            |
|                                                      | Antonio De Poli                                   | Democrazia Cristiana                              | 1990-1995                                         | 1990                                              |
| Sindaci eletti direttamente dai cittadini (dal 1995) |                                                   |                                                   |                                                   |                                                   |
|                                                      | Paolo Botton                                      | Centro                                            | 1995-1999                                         | 1995                                              |
|                                                      | Mario Rossi                                       | Centro-sinistra                                   | 1999-2004                                         | 1999                                              |
|                                                      | Gino Carolo                                       | Centro                                            | 2004-2014                                         | 2004                                              |
| 2009                                                 | Gino Carolo                                       | Centro                                            | 2004-2014                                         |                                                   |
|                                                      | Alessandro Bolis                                  | Centro-destra                                     | 2014-2021                                         | 2014                                              |
| 2019                                                 | Alessandro Bolis                                  | Centro-destra                                     | 2014-2021                                         |                                                   |
|                                                      | Eric Pasqualon (Vicesindaco f.f.)                 | Centro-destra                                     | 2021                                              | (2019)                                            |
|                                                      | Eric Pasqualon                                    | Centro-destra                                     | 2021-in carica                                    | 2021                                              |

### Gemellaggi
- Albbruck, dal 1959

## Sport

### Calcio
La principale squadra di calcio della città è l'A.C.D. Carmenta 1925 che milita nel girone F veneto di 1ª Categoria. È nata nel 1925.
Dal 2014 è tornata a calcare i campi da gioco anche l'USD Lampo Carmignano 1945, che come suggerisce il nome era stata fondata sul finire del secondo periodo bellico dai giovani del paese. Gli arancio-azzurri militano nella 2ª Categoria provinciale.